# Jean-Raymond de Comminges
Jean-Raymond de Comminges (ur. prawdopodobnie ok. 1285 w Comminges − zm. 20 listopada 1348 w Awinionie) − francuski kardynał.

## Życiorys
Był synem hrabiego Comminges Bernarda VI i Laury de Montfort. Przeznaczony do stanu duchownego został kanonikiem kapituły katedralnej w Narbonne. 29 lipca 1309 wybrano go na biskupa Maguelonne. W chwili elekcji nie ukończył jeszcze 27 lat, uznawanych za minimalny wiek dla biskupa przez ówczesne prawo kanoniczne. Brał udział w Soborze we Vienne 1311-12, jego podpis widnieje na dekrecie soborowym o kasacie zakonu templariuszy. 13 listopada 1317 został przeniesiony do Tuluzy jako jej pierwszy arcybiskup-metropolita. W 1319 przewodniczył synodowi prowincjalnemu.
Papież Jan XXII na konsystorzu 18 grudnia 1327 roku kreował go kardynałem prezbiterem S. Croce in Gerusalemme, co wiązało się z rezygnacją z archidiecezji Tuluza. 15 marca 1331 promowano go do diecezji suburbikarnej Porto e Santa Rufina. Na konklawe 1334 wydawał się pewnym kandydatem na nowego papieża, nie wybrano go jednak, gdyż odmówił złożenia deklaracji, że nie powróci do Rzymu. W 1341 był arbitrem w sporze między biskupem Maguelonne a miejscowym feudałem Filipem de Levis o jurysdykcję nad zamkiem Poissonne. Brał udział w konklawe 1342. Zmarł prawdopodobnie 20 listopada 1348 roku, choć niekiedy podaje się także rok 1344.